# Elionor de Nàpols
Elionor de Nàpols (Nàpols, Regne de Nàpols, 1450 - Ferrara, Ducat de Ferrara, 1493) fou una princesa de Nàpols que va esdevenir duquessa consort de Ferrara i Mòdena.

## Orígens familiars
Va néixer el 22 de juny de 1450 a la ciutat de Nàpols, capital del regne del mateix nom, sent la segona filla del rei Ferran I de Nàpols i Isabel de Chiaramonte. Fou neta per línia paterna d'Alfons el Magnànim i la seva amistançada Giraldona Carlino, i per línia materna de Tristà de Chiaromonte i Caterina de Tàrent.
Fou germana dels reis Alfons II i Frederic III de Nàpols, així com del cardenal Joan de Nàpols i de Beatriu d'Aragó, casada successivament amb Mateu I de Polònia i Ladislau II d'Hongria. Per part de pare fou germana de Joana de Nàpols, casada amb Ferran II de Nàpols.

## Núpcies i descendents
Es casà el 3 de juliol de 1473 a la ciutat de Ferrara amb Hèrcules I d'Este, duc de Mòdena i Ferrara. D'aquesta unió nasqueren:
- Isabel d'Este (1474-1539), casada el 1490 amb Francesc II Gonzaga
- Beatriu d'Este (1475-1497), casada el 1491 amb Lluís Maria Sforza
- Alfons I d'Este (1476-1534), duc de Mòdena i Ferrara
- Ferran d'Este (1477-1540)
- Hipòlit d'Este (1479-1520), cardenal
- Segimon d'Este (1480-1524)

Morí l'11 d'octubre de 1493 a la ciutat de Ferrara. Està enterrada al Monestir del Corpus Domini d'aquesta ciutat, al costat del seu fill Alfons I, l'esposa d'aquest Lucrècia Borja i dos nebots més.